# 11852 Shoumen
11852 Shoumen eller 1988 RD är en asteroid i huvudbältet som upptäcktes den 10 september 1988 av de båda bulgariska astronomerna Vladimir Sjkodrov och Violeta G. Ivanova vid Rozhen-observatoriet. Den är uppkallad efter Shoumens universitet.
Asteroiden har en diameter på ungefär 7 kilometer.